# Uni-Power 環球保衛隊
Uni-Power環球保衛隊是香港環球唱片旗下的一個非正式組合，於2009年成立，由譚詠麟、孫耀威、麥家瑜、李克勤、陳慧琳、陳詩慧、劉美君、陳奕迅、張敬軒、謝安琪、鄧健泓、Swing及Mr.組成。
2009年12月2日，Uni-Power環球保衛隊在亞洲博覽館舉行《Uni-Power大合唱會》，為香港思覺失調學會（Early Psychosis Intervention Society）籌款。

## 作品列表

### 專輯
《Uni-Power 合唱造大力量》
推出日期：2009年11月20日
- 歌曲：

1. 人人英雄 - 環球保衛隊
2. 青春無晦 - 陳奕迅 / 謝安琪
3. 相愛維命 - 譚詠麟 / 陳慧琳
4. 汽水樽蓋 - 孫耀威 / Mr./ 鄧健泓
5. 婦人之見 - 陳慧琳 / 劉美君 / 麥家瑜 / 陳詩慧
6. 義不容情 - 張敬軒 / 孫耀威
7. 文字流淚 - 陳慧琳 / 謝安琪
8. 照常營業 - 鄧健泓 / 麥家瑜 / 陳詩慧 / Mr.
9. 未卜先知 - 李克勤 / Mr.
10. 怪誕之城 - 劉美君 / Swing
11. 保衛地球 (國) (Bonus Track) - 環球保衛隊

《Uni-Power大合唱會 Live》
推出日期：2010年2月4日
- 歌曲：

1. 人人英雄 - 譚詠麟 / 李克勤 / 張敬軒 / 麥家瑜 / 陳慧琳 / 孫耀威 / 鄧健泓 / 陳詩慧 / 劉美君 / 陳奕迅 / 謝安琪 / Swing / Mr.
2. Rock友Medley: i) 係要聽Rock n' Roll - Mr. / Swing ii) 再見理想 - 孫耀威 / 鄧健泓 / 張敬軒 / Swing / Mr. iii) 最佳損友 - 陳奕迅 / 孫耀威 / 張敬軒 / 鄧健泓 / Swing / Mr. iv) Victory  - 李克勤 / 陳奕迅 / 孫耀威 / 張敬軒 / 鄧健泓 / Swing / Mr.) v) 朋友 - 譚詠麟 / 李克勤 / 陳奕迅 / 孫耀威 / 張敬軒 / 鄧健泓 / Swing / Mr.
3. 義不容情 - 張敬軒 / 孫耀威
4. 獨立女性宣言Medley: i) 點解/ Bad Boy/ 一個人的精彩- 劉美君 / 謝安琪 / 梁文音 ii) 失憶週末 - 麥家瑜/ 陳詩慧 / 劉美君 / 謝安琪 /梁文音
5. 婦人之見 - 劉美君 / 麥家瑜 / 陳詩慧
6. 文字流淚 - 劉美君 / 謝安琪
7. 愛一個人 - 陳慧琳 / 李克勤
8. 相愛維命 - 譚詠麟 / 陳慧琳
9. 明天你是否依然愛我(粵+國) - 譚詠麟 / 梁文音
10. 高妹 - 譚詠麟 / 李克勤
11. 汽水樽蓋 - 孫耀威 / Mr. / 鄧健泓
12. 那些感動過人的情歌Medley: i) 你把我灌醉 - 陳奕迅 / 張敬軒 ii) 新不了情 - 謝安琪 / 梁文音 iii) 追 - 陳奕迅 / 張敬軒 iv) 哭了 - 謝安琪 / 梁文音 v) 淘汰 - 陳奕迅 / 張敬軒 / 謝安琪 / 梁文音
13. 青春無晦 - 陳奕迅 / 謝安琪
14. 七八十年金曲串燒 - 劉美君/ Swing / 孫耀威: i) Kowloon/ Hong Kong ii) 甜蜜蜜iii) 陪著她 iv) 錫晒你 v) 瑪莉我好鍾意你 vi) 問我
15. 怪誕之城 - 劉美君 / Swing
16. 照常營業 - 麥家瑜 / 陳詩慧 / Mr. / 鄧健泓
17. 勵志歌曲Medley: 麥家瑜 / 陳詩慧 / Mr. / 鄧健泓 / 李克勤 i) 天下無雙 ii) 不再猶豫 iii) 紅日
18. 未卜先知 李克勤 / Mr.
19. 譚詠麟經典金曲大合唱 i) 今夜情為証 - 譚詠麟 ii) 幻影 - 張敬軒/ 無邊的思憶 - 鄧健泓 / 半夢半醒 - 麥家瑜 iii) 愛的根源 - 陳慧琳 / 雨夜的浪漫 - 李克勤 iv) 愛是這樣甜 - Mr. / 小風波 - 陳詩慧 v) 天邊一隻雁 - 劉美君/ 小生怕怕 - Swing vi) 夏日寒風 - 孫耀威 / 知心當玩偶 - 謝安琪 / 傲骨 - 陳奕迅 vii) 星球本色 - 譚詠麟

## 外部連結
- Uni-Power